# BookBeat
BookBeat ist ein Audio-Streaming-Dienst für Hörbücher und E-Books des gleichnamigen schwedischen Unternehmens. Für einen Monatsfestpreis können Nutzer Hörbücher und E-Books auswählen und auf Smartphones und Tablets hören bzw. lesen. Sitz der deutschen Gesellschaft ist München, die Geschäftsadresse ist in Berlin.

## Geschichte
2015 wurde eine Beta-Version des Streaming-Dienstes im Heimatmarkt Schweden von den ersten Nutzern getestet. Basierend auf deren Feedback wurde der Streaming-Dienst weiterentwickelt und im Februar 2016 für den gesamten schwedischen Markt geöffnet. Kurz darauf launchte BookBeat auch in Finnland. 2017 kamen Großbritannien und Ende 2017 Deutschland hinzu. Der deutsche Dienst kann seit Anfang 2018 ebenfalls aus Österreich und aus der Schweiz genutzt werden.
2017 wurde BookBeat von der Zeitschrift „Internetworld“ zu einer der TOP 100 der besten digitalen Angebote in Schweden gekürt.
2019 gründete sich die deutsche BookBeat GmbH. BookBeat ist ein Tochterunternehmen des Medienunternehmens Bonnier Media Deutschland GmbH.
Im Juni 2019 führte BookBeat seinen Service in 24 weiteren europäischen Ländern ein, darunter Italien, Spanien, Dänemark, Polen und die Niederlande, und ist damit in insgesamt 28 Ländern verfügbar.
Ende 2020 verzeichnete die BookBeat Gruppe über all ihre Märkte insgesamt 421.000 zahlende Nutzer und einen Umsatz von 508 Mio. SEK (63 % Wachstum ggü. Vorjahr). Im Jahr 2023 erreichte die BookBeat Gruppe über all ihre Märkte ein Umsatzwachstum von 28 % auf 1,122 Mrd. SEK (ca. 99,1 Mio. EUR). Im Jahr 2024 erreichte die BookBeat Gruppe über all ihre Märkte ein Umsatzwachstum von 21 % auf 1,36 Mrd. SEK (ca. 120 Mio. EUR). Neben dem Meilenstein von einer Million zahlender Nutzer im Jahr 2024 wurde Anfang 2025 auch die historische Zahl von einer Milliarde gehörter und gelesener Stunden seit dem Beta-Start des Dienstes Ende 2015 erreicht.

## Produkt
Mit BookBeat können mehr als 350.000 Hörbuchtitel von mehreren hundert Verlagen (u. a. Hörbuch Hamburg, Lübbe Audio und Argon) im Rahmen des gewählten Abonnement-Modells angehört werden. Mehr als 750.000 E-Books ergänzen das Angebot.

### Nutzungsrechte und -möglichkeiten
Der Dienst ist auf Smartphones und Tablets (iOS und Android) verfügbar. Das Abonnement bietet seinen Nutzern Zugriff auf Hörbücher und E-Books im Katalog sowie auf redaktionelle Empfehlungen und Hörbuchlisten. Die Hörbücher können innerhalb der App in einer persönlichen Bibliothek gespeichert werden. Das Hören ist online und offline möglich. BookBeat bietet seinen deutschsprachigen Service in verschiedenen Varianten an: das Basis-Abonnement umfasst monatlich bis zu 20 Stunden Hörzeit, das Standard-Abonnement monatlich bis zu 40 Stunden Hörzeit und das Premium-Abonnement bis zu 100 Stunden.